# Ян Чохральський
Ян Чохральський (пол. Jan Czochralski; 23 жовтня 1885, Кциня — 22 квітня 1953, Познань) — польський хімік, металознавець, автор методу вирощування монокристалів, названого його іменем (метод Чохральського). 
Ян був восьмим сином бідного столяра Францішка Чохральського. Мав подвійне, німецьке та польське, громадянство. Був другом президента Ігнатія Мостицького. Винахідник широко використовуваного й дотепер методу вирощування монокристалів напівпровідників. Монокристали кремнію, вирощені методом Чохральського, використовуються для масового виробництва мікропроцесорів.

## Життєпис
Чохральський народився в тодішньому Ексіні в прусській провінції Позен Німецької імперії (нині Кциня, Польща). Близько 1900 року він переїхав до Берліна, де працював в  фармації. Він отримав освіту в Шарлоттенбурзькій політехніці в Берліні, де спеціалізувався на хімії металів. Чохральський почав працювати інженером у Allgemeine Elektrizitäts Gesellschaft (AEG) у 1907 році.
Він відкрив метод Чохральського в 1916 році, коли випадково занурив своє перо в тигель з розплавленим оловом, а не в чорнильницю. Він негайно витяг перо й виявив, що на пері звисає тонка нитка застиглого металу. Перо було замінено капіляром, і Чохральський підтвердив, що кристалізований метал є монокристалом. Досліди Чохральського дали монокристали діаметром міліметр і довжиною до 150 сантиметрів. Він опублікував статтю про своє відкриття в 1918 році в Zeitschrift für Physikalische Chemie, німецькому хімічному журналі, під назвою «Новий метод вимірювання швидкості кристалізації металів» (англ. «Ein neues Verfahren zur Messung der Kristallisationsgeschwindigkeit der Metalle»), оскільки в той час цей метод використовувався для вимірювання швидкості кристалізації таких металів, як олово, цинк і свинець. У 1948 році американці Гордон К. Тіл і Дж. Б. Літтл з Bell Labs використали цей метод для вирощування одиничних кристалів германію, що призвело до його використання у виробництві напівпровідників.
У 1917 році Чохральський організував дослідницьку лабораторію «Metallbank und Metallurgische Gesellschaft», якою керував до 1928 року. У 1919 році він був одним із членів-засновників Німецького товариства науки про метали (Deutsche Gesellschaft für Metallkunde), президентом якого він був до 1925 року. У 1928 році на прохання президента Польщі Ігнація Мосцицького він переїхав до Польщі та став професором металургії та дослідження металів на хімічному факультеті Варшавського технологічного університету.
Після війни комуністичний режим позбавив його професорської посади через його участь у Німеччині під час війни, хоча пізніше польський суд звільнив його від будь-яких провин. Він повернувся до свого рідного міста Кциня, де до своєї смерті в 1953 році керував невеликою фірмою з виробництва косметики та побутової хімії.
Помер від серцевого нападу.